# ニューヨーク・シティ (ジョン・レノンの曲)
「ニューヨーク・シティ」（New York City）は、、ジョン・レノンが1972年にオノ・ヨーコと共同名義で発表した、生前唯一の2枚組アルバム『サムタイム・イン・ニューヨーク・シティ』の収録曲である。

## 解説
レノンとオノは1971年にニューヨーク市に移住した。彼は住み始めた頃の体験を元に本曲を書いた。
歌詞にはソロ作品の「パワー・トゥ・ザ・ピープル」、リフレインではスペイン語が登場する。「フォー・ユー・ブルー」、「アイ・アム・ザ・ウォルラス」、「のっぽのサリー」といったビートルズ時代の曲を連想するくだりがある。

## 収録アルバム
- サムタイム・イン・ニューヨーク・シティ - オリジナル・バージョン
- ライヴ・イン・ニューヨーク・シティ - ライブ・バージョン
- ジョン・レノン・アンソロジー - ホーム・レコーディング・バージョン